# Inhame

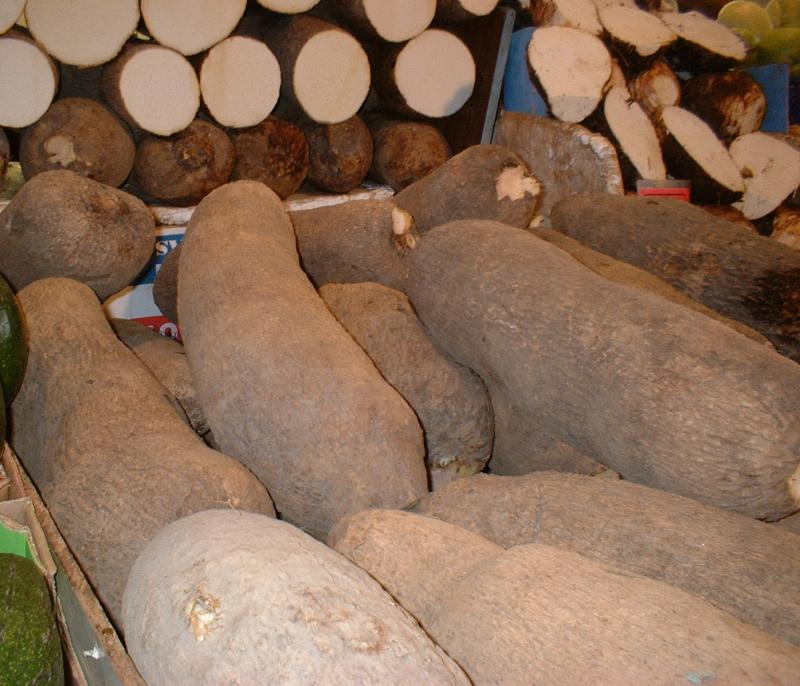
Inhame (Dioscorea trifida) no mercado de Brixton, Londres.

Inhame é o nome comum de um tubérculo cultivável pertencente a várias espécies da família das dioscoreáceas e das aráceas. Aos seus tubérculos também se chama inhame.
Dependendo do local, é comum referir-se a espécies dos géneros Alocasia, Colocasia (taro), Xanthosoma e Ipomoea (batata-doce) também como inhame.
Essas plantas são muito cultivadas na África, América Latina, Ásia, Oceania e nas ilhas da Macaronésia, desempenhando um papel importante na alimentação dessas regiões.

## Nomes comuns
Em Portugal, a espécie Colocasia esculenta, que é a variedade mais comum de inhame, dá ainda pelos seguintes nomes comuns: taro, cíamo, fava-do-egito, coco (em várias zonas do grupo central dos Açores) e minhoto (na ilha de São Miguel, nos Açores).
No Brasil, onde há um vasto leque de espécies conhecidas como inhames, também se usam os seguintes nomes comuns: cará, caranambu, caratinga, cará-de-folha-colorida, cará-liso, cará-de-pele-branca ou inhame-cará.

### Etimologia
O vocábulo "inhame" origina das línguas do oeste da África. A palavra yam, do inglês, vem do uolofe nyam, que significa "a amostra" ou "sabor"; em outras línguas africanas, a palavra utilizada para inhame também pode significar "comer", como, por exemplo, yamyam e nyama, em hauçá.
Já a palavra "cará" vem do termo tupi ka'rá. "Caratinga" vem do termo tupi aka'ratin'ga, que significa "cará branco".
O nome «coco», usado ainda hoje em dia no grupo central dos Açores para aludir aos inhames da espécie Discoracea esculenta, já era usado no final do século XV e início do séc. XVI por Valentim Fernandes. Provém do mesmo étimo que o termo inglês «cocoyam», por alusão a inhames que, historicamente, cresciam ao pé das lavras de coqueiros e tinham uma feição mais arredondada.
Crê-se que o termo «minhoto», usado para estes inhames, poderá ter a sua origem no francês mignon ou mignonne, que significa «bonito».

## Espécies e denominações regionais
O significado específico dos sobreditos nomes varia de região para região, dentro do mundo lusofono.

#### Cará
No Sudeste do Brasil, sobretudo nas capitais e em textos técnicos, o inhame é conhecido como cará. Nos estados brasileiros da Paraíba e Pernambuco, usa-se "inhame" para as espécies de Dioscorea que produzem tubérculos grandes, como o inhame-da-costa (Dioscorea cayennensis) e o inhame-de-são-tomé (Dioscorea alata L.), e "cará" para as espécies que produzem tubérculos pequenos (como o cará-nambu). Algumas espécies dos gêneros Alocasia e Xanthosoma (família Araceae) têm nomenclatura oposta: "inhame" no Sudeste e "cará" no Nordeste do Brasil.

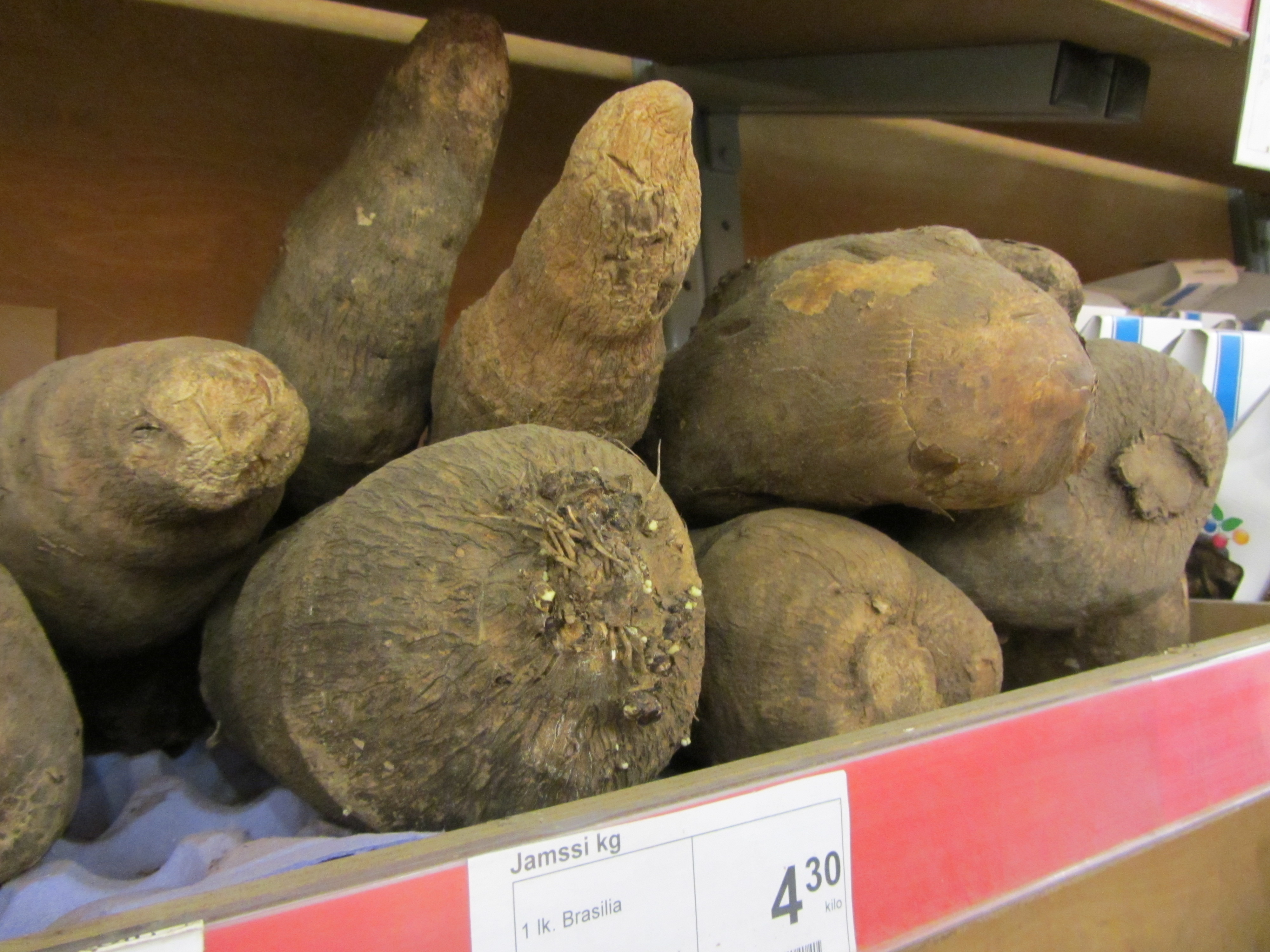
Dioscorea trifida: inhame ou cará
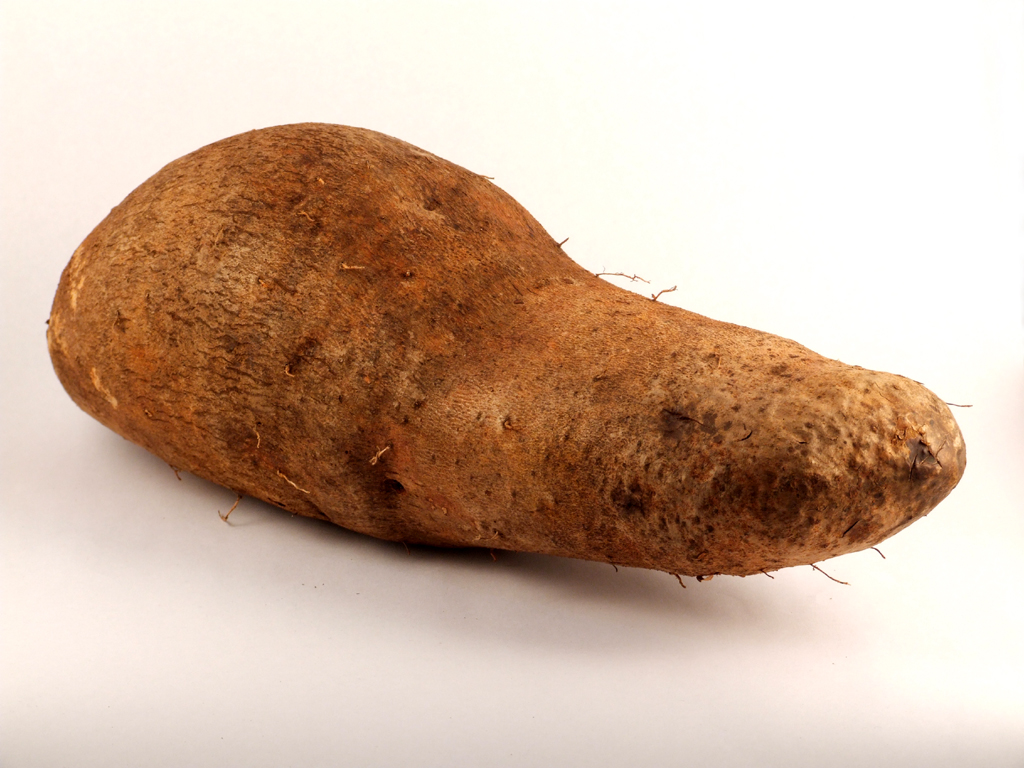
Dioscorea trifida: inhame ou cará
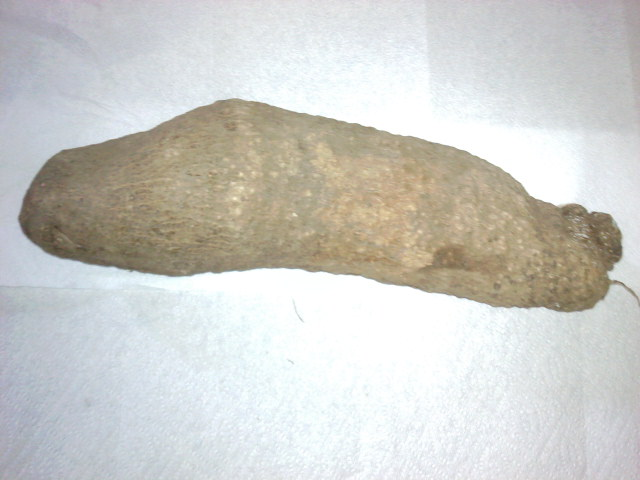
Dioscorea cayennensis
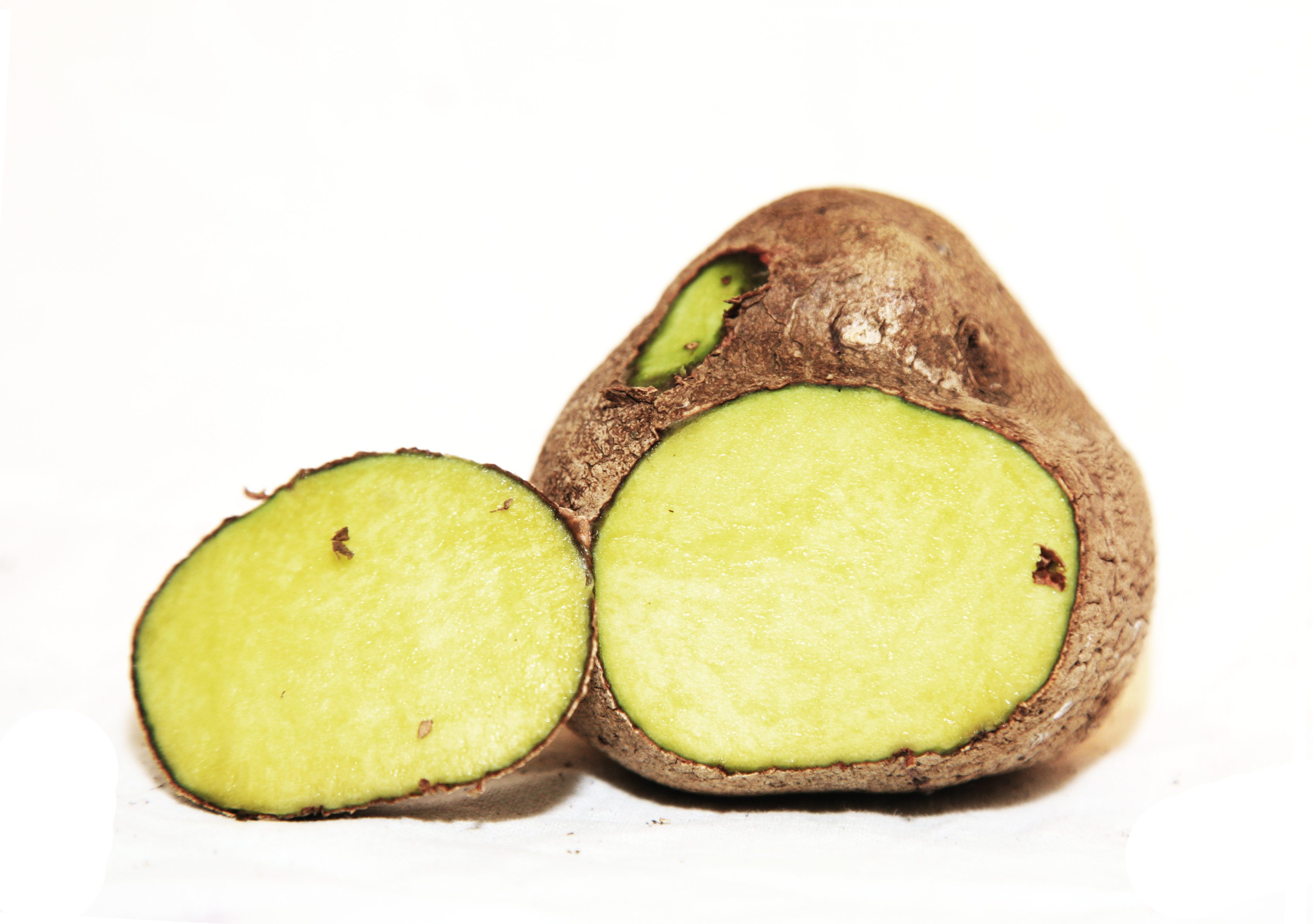
Dioscorea bulbifera: inhame-do-ar, cará-do-ar, cará-moela, cará-voador, cará-de-árvore, cará-taramela, cará-de-rama ou cará-aéreo

#### Taro

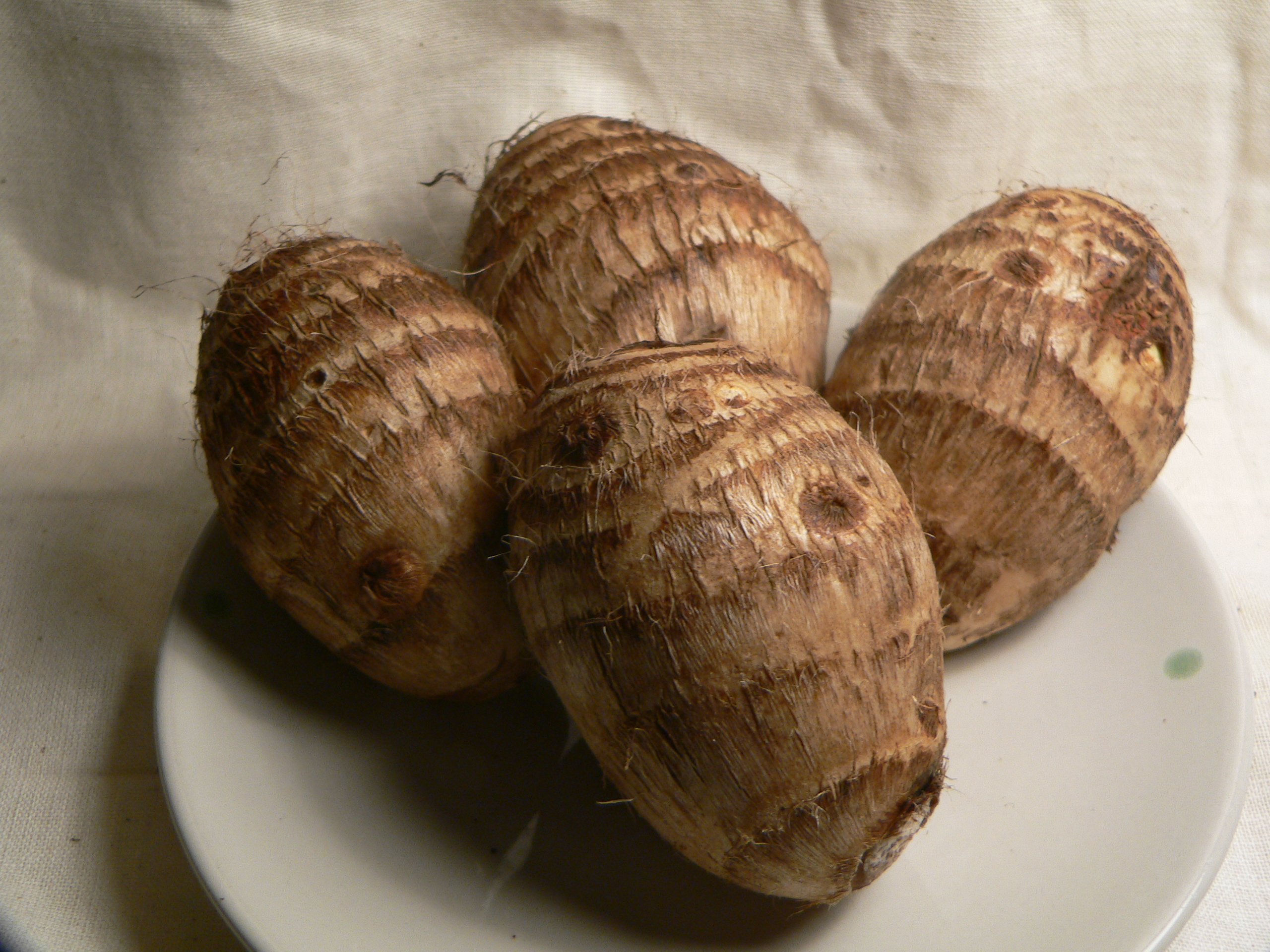
Colocasia esculenta: taro, coco, inhame-coco, cará-coco.

Na ilhas da Madeira e de Porto Santo, a espécie Colocasia esculenta (ou Colocasia antiquorum) além de ser conhecida como «inhame», também é conhecida como taro. É extensamente cultivada nestas ilhas e foi durante séculos, juntamente com a batata e o trigo, a base da alimentação do povo madeirense.

#### Coco ou minhoto
Nalgumas ilhas do grupo Central dos Açores dá-se aos inhames, da espécie Colocasia esculenta (ou Colocasia antiquorum), o nome de «cocos». Nome esse que já remonta aos finais do séc. XV e início do século XVI, em relatos de Valentim Fernandes:
| “ | «têm nesta ilha outra raiz de que usam no seu comer que se chama coco. E é erva e tem a folha comprida como de jarro» | ” |

No séc. XVII, há outros relatos onde esta designação volta a surgir, com efeito, na obra «Espelho Cristalino» do Frei Frei Diogo das Chagas, datada entre 1640 e 1646.
Na ilha de São Miguel, porém, dá-se ainda o nome «minhoto» a uma certa variedade de inhames, por sinal mais pequenos, e popularmente tidos como mais apetitosos.
Crê-se que o termo «minhoto», usado para estes inhames, poderá ter a sua origem no francês mignon ou mignonne, que significa «bonito».

#### Batata-doce

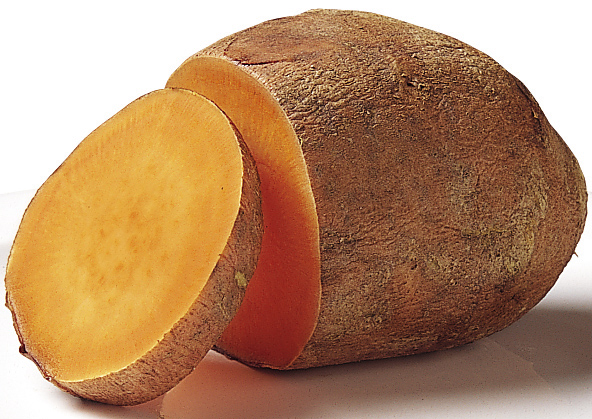
Ipomoea batatas: batata-doce, inhame-doce ou cará-doce

A batata-doce, tubérculo comestível produzido pelas plantas do género Ipomoea, também é chamada, em alguns lugares do Brasil, de inhame, inhame-doce ou cará-doce, embora esses nomes sejam mais corretamente usados para a espécie Dioscorea trifida.

## História
Sob a designação comum de «inhames», diversas plantas, muitas vezes sem se conhecer a espécie em causa, foram sendo referidas ao longo da história como tendo sido utilizadas na Ásia, África e América.
Há inúmeras espécies dos géneros Colocasia e Dioscorea que são de origem asiática, ao passo que outras são africanas e outras ainda americanas.
Uma das mais importantes do primeiro do género referido é a Colocasia esculenta (L.) Schott, conhecida por «taro» e «cocoyam», que alguns autores admitem ter constituído a base da alimentação dos povos orientais antes da utilização do arroz, que veio a substituir a primeira nos campos armados em terraços para permitirem uma cultura exigente em água.
Esta espécie estava muito difundida em África, pelo menos nas terras do Vale do Nilo onde já tinha chegado, e foi muito difundida pelos portugueses. Nos Açores foi muito utilizada para a produção de álcool e ainda hoje constitui, tal com na ilha da Madeira, uma cultura alimentar importante. Estas espécies e outras de origem asiática foram trazidas nas embarcações portuguesas com suprimento de alimento fresco.
As descrições da época, como as de Frei João dos Santos referentes à Etiópia Oriental, várias vezes referem os «inhames» ou o «inhame» como base de alimentação de muitos dos povos com os quais contactaram, pese embora não seja possível apurar a concreta espécie de inhame, com base nessas descrições. Dada a alternância entre o uso do singular (inhame) e do plural (inhames), há autores que aventam que tal pode indicar o cultivo de várias espécies com o mesmo nome.
Também de origem oriental e introduzido em África é a Dioscorea polystachya (ou Dioscorea batatas), conhecida como «inhame-da-china».
Valentim Fernandes, nos seus relatos sobre África nos princípios do século XVI, já estabelece diferenças entre «inhames» pertencentes ao género Dioscorea, que naquele período já existiam no continente. Descreve uns como tendo:
| “ | uma raiz como cenoura, se não que são mais grossas» | ” |

Segundo o mesmo autor, na costa ocidental africana, a população:
| “ | «come… inhames cozidos ou assados e come erva-coco» (...) «na ilha de S, Tomé criam-se…muitos. As suas folhas são como de silva e assim jaz pelos chãos como silva de espinhos e assim se cria em paus» (...) | ” |

De acordo com José Eduardo Mendes Ferrão, o «coco» ou «erva-coco», mencionado por Valentim Fernandes será a Colocasia esculenta, ainda hoje conhecida no grupo central do Açores com esse nome.

### Açores
A cultura do inhame nos Açores, designadamente à variedade de inhame da espécie Colocasia antiquorum (ou Colocasia esculenta), remonta, pelo menos, ao século XVI.
Com efeito, na obra «Espelho Cristalino em Jardim de Várias Flores» de Frei Diogo das Chagas, e datado de 1646, consta a seguinte alusão à cultura do inhame nos Açores:
| “ | «... tem boas e largas lavouras de inhames que se chamam cocos, o dízimo dos quais eu vi arrematar um ano em 120$000 reis e às vezes rende mais». | ” |

Posteriormente, em 1661, consta, a folhas 147, do Livro de Correições da Câmara Municipal do Concelho de Vila Franca do Campo, a seguinte consideração histórica sobre a cultura dos inhames e do seu papel social, para a população mais pobre:
| “ | «... disseram também que havia muitas terras em que se podia plantar inhames, que é grande remédio para pobreza… mandei que cada pessoa fosse obrigada a plantar ao menos meio alqueire de terra de inhames...» | ” |

Também digno de nota foi a ocorrência, em 1694, na ilha de S. Jorge, da «revolta dos inhames» que consistiu, essencialmente, na recusa dos inhameiros em pagar o dízimo sobre a produção.
Em 1830, ainda sob a vigência do dízimo sobre os inhames, há ainda nota de, em 14 de Dezembro desse ano, a Câmara Municipal do concelho de S. Sebastião da ilha Terceira ter remetido à rainha D.ª Maria II uma queixa, onde constava os seguintes dizeres:
| “ | «… que abuso Senhora! o dízimo duma vaca parida, o dízimo do bezerro que ela cria (e pela estimativa) o dízimo da herva que ella come; o dízimo da ovelha, e da lã, o dízimo das cebollas, dos alhos, das abóboras, e dos bogangos, o dízimo dos inhames, plantados pelos regatos; e, finalmente, o dízimo das frutas e das madeiras...». | ” |

Historicamente, as populações destas ilhas receberam o nome «inhameiros» como alcunha, por virtude, não só, da grande abundância dessa espécie vegetal, mas também porque causa do grande consumo que deles se fazia.
Com efeito, nota disso mesmo, encontra-se em várias obras literárias de época, como sejam os versos de 1880, compostos por José Pacheco da Achadinha, onde se lê que:
| “ | «Nordeste, vila pedinte, Lomba da Cruz, estouvados. Na fazenda, os inhameiros, na Lazeira, os mal-trajados» | ” |

Mais tarde, na década de 40 do séc. XX, Vitorino Nemésio na obra «Mau tempo no Canal»,escreve também a respeito desta alcunha, oriunda na cultura do inhame que:
| “ | «deu origem ao gracioso nome que designa os habitantes da ilha pastoril na boca dos outros ilhéus. O Jorgense é - o inhameiro». | ” |

### Brasil
Os portugueses levaram para o Brasil os inhames e falsos-inhames que conheciam das terras africanas, fundamentalmente para alimentar os escravos. Os navios portugueses abasteciam-se nas ilhas africanas a caminho de Lisboa com este inhame quando iam à ilha de São Tomé carregar açúcar.
O padre José de Anchieta (1534-1597) menciona o cará nos seus escritos, louvando seus valores. Como hortaliça, o cará é um alimento energético. Também se destaca como fonte de vitaminas do complexo B.
Na sua carta sobre o descobrimento do Brasil, o escrivão Pero Vaz de Caminha chamou a mandioca de "inhame": "Muito inhame e outras sementes que na terra há e eles comem".

### Madeira
O inhame, na variedade dada pela espécie Colocasia antiquorum, foi introduzido na Madeira por volta de 1640. Esta variedade de inhame teve, antanho, substancial consumo na ilha, tratando-se de um dos alimentos de uso diário mais comum pelos camponeses, durante a estação própria.
Numa inscrição de 1710, surge sob a designação «maná desta terra», numa mesa estilizada com tampo de ardósia e incrustações coloridas, existente na sacristia da Igreja de S. Pedro no Funchal.
Consta ainda, num relato de George Forster sobre a Madeira da segunda metade do século XVIII, contido na obra «Cousas e Lousas das Cozinhas Madeirenses» que:
| “ | «... onde quer que exista uma superfície plana nos sítios mais altos, os madeirenses fazem plantações de inhame... As suas folhas servem de alimento aos porcos e os camponeses utilizam as suas raízes para a sua própria alimentação» | ” |

## Produção mundial
| País                                     | Produção em 2018 (toneladas anuais) |
| ---------------------------------------- | ----------------------------------- |
| Nigéria                                  | 47.532.615                          |
| Gana                                     | 7.858.209                           |
| Costa do Marfim                          | 7.252.570                           |
| Benim                                    | 2.944.944                           |
| Togo                                     | 858.783                             |
| Camarões                                 | 674.776                             |
| República Centro-Africana                | 513.489                             |
| Chade                                    | 484.700                             |
| Haiti                                    | 423.545                             |
| Colômbia                                 | 419.267                             |
| Fonte: Food and Agriculture Organization |                                     |